# Брийон де Жуи, Анна-Луиза
Анна-Луиза Брийон де Жуи (фр. Anne-Louise Brillon de Jouy), урождённая Анна-Луиза Буавен д’Арданкур (née Boyvin d'Hardancourt, 13 декабря 1744, Париж — 5 декабря 1824, Виллер-сюр-Мер) — французская клавесинистка, пианистка и композитор.

## Биография и творчество
Анна-Луиза Буавен д’Арданкур родилась 13 декабря 1744 года в Париже. Её отец, Луи-Клод Буавен д’Арданкур, и её муж, Жак Брийон де Жуи, служили в королевской финансовой администрации.
С 1760-х по 1780-е года Анна-Луиза активно участвовала в салонной жизни Парижа, а также давала публичные концерты. Её салон пользовался популярностью и привлекал множество посетителей, в числе которых были Бенджамин Франклин и Чарлз Бёрни. С Франклином Брийон де Жуи поддерживала дружеские отношения; они часто играли вместе в шахматы и (как было принято в то время) регулярно обменивались записками и письмами. Письма Брийон де Жуи сохранились и являются ценным источником информации о жизни французского общества той эпохи. Салон Анны-Луизы посещали также многие известные музыканты, в том числе скрипач Жан-Пьер Пажен; ей посвящали сонаты композиторы Иоганн Шоберт, Эрнст Айхнер, Луиджи Боккерини и Генри-Йозеф Ригель.
В годы Революции Анна-Луиза переселилась с дочерью в Виллер-сюр-Мер, где впоследствии продолжала регулярно бывать. Она умерла в Виллере 5 декабря 1824 года.
До наших дней дошло 88 произведений Анны-Луизы Брийон де Жуи. Это в первую очередь произведения для клавира; период, когда они создавались, был переходным от клавесина к фортепьяно, и композиции Брийон де Жуи предназначены для обоих инструментов. Остальные произведения включают камерную музыку, сонаты, оркестровый марш, небольшую кантату и 35 песен.